# ایلیا

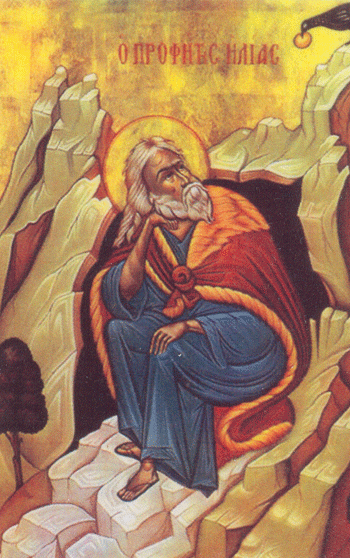
نقاشی الیاس نبی

ایلیا  (Elijah) (به عبری: אֵלִיָּהוּ، ایلی‌یاهو، «یهوه خدای من است») نامی از ریشهٔ عبری است.
- ایلیا: نام الیاس در تورات و زبان عبری.
- ایلیا: تندروها و غالیان تصوف و عرفان (علی اللهی ها) علی بن ابی‌طالب را ایلیا (به معنای: من خدا هستم) می‌گویند. برخی صوفیان علی بن ابی‌طالب را ایلیا بن عمران نامیده‌اند.
- خضر: برخی منابع اسلامی نام اصلی خضر را ایلیا بن ملکان می‌دانند.[۱]
- اورشلیم: در مجمل التواریخ و القصص آمده‌است. هر چه از بیت‌المقدس آباد بود خراب بکرد و نام ایلیا بر آن نهاد.[۲]
- نام شهری که ایلیا منسوب به آن شهر است.[۳][۴]